# Aerodramus vanikorensis
La  salangana de Vanikoro o rabitojo uniforme (Aerodramus vanikorensis) es una especie de ave apodiforme de la familia Apodidae que la Wallacea y Melanesia. Se alimenta de insectos que atrapa en vuelo principalmente en las selvas de tierras bajas y zonas abiertas. Anida en cavernas donde usa su sentido de ecolocalización para desplazarse.
La coloración del plumaje es gris oscura o parda en las partes superiores siendo algo más pálida en las partes inferiores, especialmente en la barbilla y la garganta. 

## Descripción
Es una salangana gregaria de tamaño medio y cola ahorquillada. Mide unos 13 cm de largo con una envergadura alar media de 27 cm. Suelen pesar unos 11 gramos. El color general de su plumaje es pardo grisáceo, más oscuro en las partes superiores y más claro en las inferiores, especialmente en la barbilla y garganta. Su aspecto es similar a la salangana culiblanca y la salangana de montaña, por lo que son las especies con las que es más probable confundirla en el campo.

## Taxonomía
Fue descrito científicamente por los naturalistas franceses Jean René Constant Quoy y Joseph Paul Gaimard en 1830. Al ser una especie insular se reconocen varias subespecies:
- A. v. vanikorensis
- A. v. aenigma
- A. v. heinrichi
- A. v. moluccarum
- A. v. waigeuensis
- A. v. steini
- A. v. yorki
- A. v. tagulae
- A. v. coultasi
- A. v. pallens
- A. v. lihirensis
- A. v. lugubris

Varias formas que anteriormente se consideraban subespecies de salangana de Vanikoro ahora la mayoría de los expertos las consideran especies aparte:
- Aerodramus inquietus - salangana de las Carolinas
- Aerodramus salangana - salangana de la Sonda
- Aerodramus palawanensis - salangana de Palawan

## Distribución y hábitat
La especie ampliamente distribuida por la Wallacea y Melanesia, desde Célebes hasta Vanuatu. Se han registrado individuos divagantes en Australia, desde la península del Cabo York y las islas del estrecho de Torres.
La salangana de Vanikoro se encuentra tanto en las selvas de tierras bajas como las zonas abiertas.

## Alimentación
Es una especie insectívora que atrapa insectos al vuelo, especialmente hormigas.

## Reproducción
Anida en colonias situadas en cuevas, donde se desplaza por ecolocalización. Su nido tiene forma de medio cuenco poco profundo que construye con musgo y su propia saliva, generalmente pegado a las superficies verticales de una cueva en zonas de completa oscuridad. Suelen poner una o dos huevos blancos en cada puesta.